# 1er régiment de fusiliers gorkhas (armée indienne)
Le 1er Régiment de fusiliers Gorkha (The Malaun Regiment), souvent appelé le 1st Gorkha Rifles, ou 1 GR en abréviation est un régiment d'infanterie de Gorkhas de l'armée indienne. Il fut créé en 1815 dans le cadre de l'armée du Bengale (en) de la British East India Company et transféré plus tard à l'armée indienne britannique après la révolte des cipayes de 1857. À l'indépendance de l'Inde, en 1947, il est transféré, en application de l'accord tripartite signé entre l'Inde, le Népal et la Grande-Bretagne, avec 5 autres régiments, à l'Inde pour intégrer sa nouvelle armée. Il recrute des soldats du Népal et de l'Inde. Le régiment a une longue histoire et a participé à de nombreux conflits, notamment à de nombreux conflits coloniaux antérieurs à l'indépendance de l'Inde, ainsi qu'aux Première et Seconde Guerres mondiales. Depuis 1947, le régiment a également participé à un certain nombre de campagnes contre le Pakistan en 1965 et 1971 ainsi qu'à des opérations de maintien de la paix dans le cadre des Nations unies.

## Histoire

### Formation
La guerre anglo-népalaise fut conduite entre les rois Gorkha du Népal et la British East India Company en raison de tensions frontalières et d'un expansionnisme ambitieux, en particulier dans les collines de Kumaon, Garwhal et Kangra. Bien que l'armée de la British East India Company ait vaincu l'armée Gorkha dirigée par le général Amar Singh Thapa, elle fut néanmoins impressionnée par l'habileté et le courage dont les Gorkhas firent preuve lors du siège du fort Malaun à Bilaspur,. En conséquence, une clause fut insérée au traité de Sugauli permettant aux Britanniques de recruter des Gorkhas. Le 24 avril 1815 à Sabathu, la Compagnie des Indes orientales forma un régiment avec les survivants de l'armée de Thapa, le baptisant le premier bataillon Nusseree,. La formation de cette unité marque le début de l'histoire du premier régiment Gorkha.

### De la création à 1914

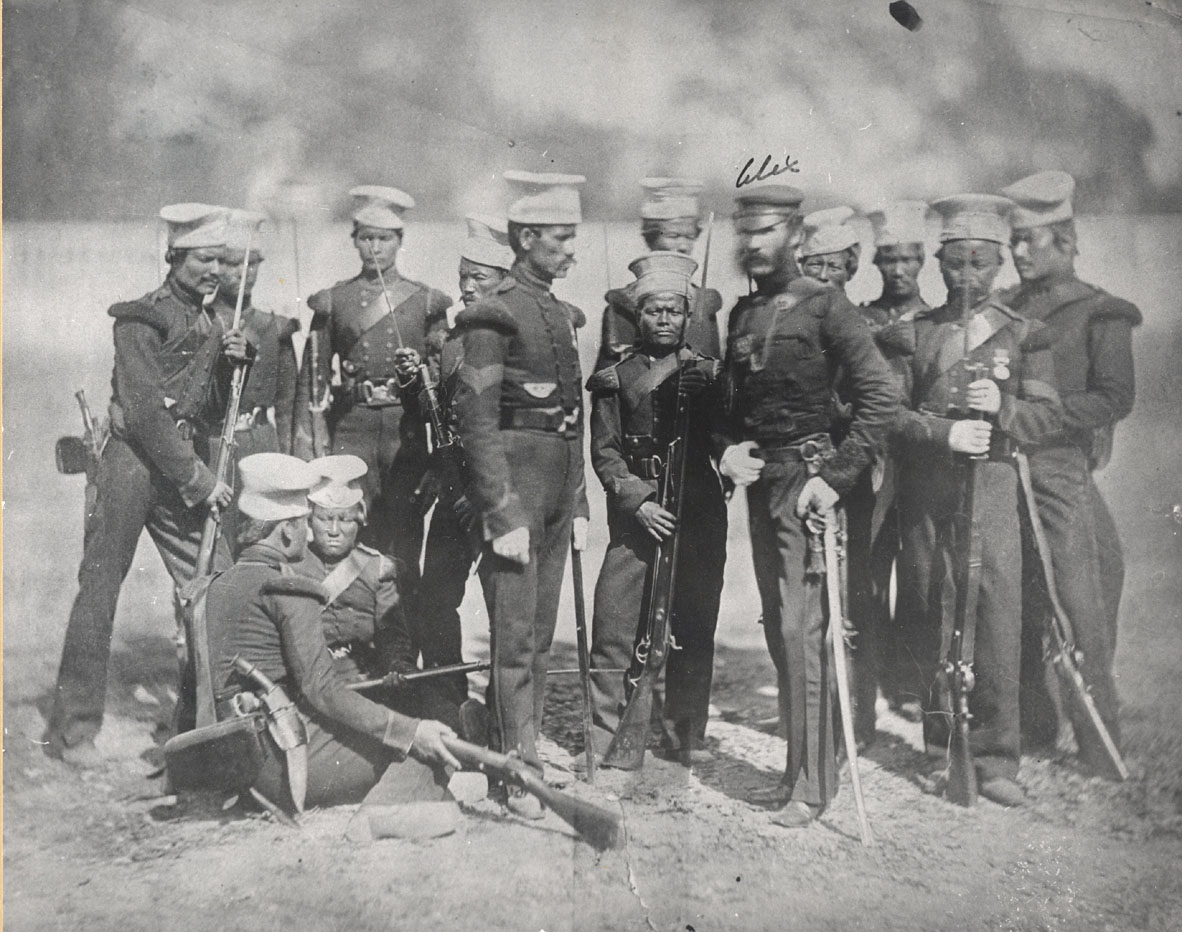
Le bataillon Nusseree connu plus tard sous le nom de 1er Fusiliers Gurkha vers 1857

Le régiment fut engagé dans sa première bataille, en 1826, quand il a pris part à la guerre de Jat où il a participé à la conquête de Bharatpur, gagnant comme un honneur de bataille, le premier honneur de bataille décerné aux unités Gurkha. En 1846, la première guerre anglo-sikh débuta et le régiment fut largement impliqué dans ce conflit. Il y reçu deux autres honneurs de bataille pour son implication lors de la bataille d'Aliwal qui avait vu les forces sikhs envahir l'Inde britannique.
Le régiment a connu de nombreux changements de noms au cours des années 1800. En 1850, le régiment change de numéro pour devenir le 66th Goorkha Regiment of Bengal Native Infantry (en) (66e Régiment de Gurkhas de l'infanterie in digne du Bengal) après la mutinerie du 66th d'origine. Le régiment fut ensuite engagé pendant la rébellion indienne de 1857. L'année suivante, le lieutenant John Adam Tytler (en) devint le premier officier Gurkha à recevoir la Croix de Victoria (VC) pour ses actions contre les rebelles à Choorpoorah.
En 1861, le régiment prend sa numérotation actuelle en devenant le 1er régiment de Goorkha. En 1875, le régiment, sous le commandement du colonel James Sebastian Rawlins, est envoyé pour la place répression d'une rébellion en Malaisie pendant la guerre de Perak (en). Pendant ce conflit, le capitaine George Nicolas Channer reçu la Croix de Victoria pour ses actes courageux contre les Malais. Le régiment pris part ensuite à la deuxième guerre d'Afghanistan en 1878 où il faisait partie de la 2e brigade d'infanterie et remporta une inscription sur son drapeau «Afghanistan 1878-1880».
En 1886, le régiment devient le 1er Goorkha Light Infantry et un 2e bataillon est levé en février. En 1891, le régiment fut changea de nouveau de nom pour devenir le 1er régiment de Gurkha (fusiliers) et, en conséquence, il obtient un drapeau. Le régiment prend ensuite part aux opérations en Birmanie et aux campagnes de la frontière du Nord-Ouest dans les années 1890. Il combat ensuite au Waziristan en 1894 et participe à la campagne de Tirah en 1897[réf. nécessaire].
En 1901, le nom du régiment fut raccourci lorsqu'il devint le 1er Fusilier Gurkha et en 1903, son titre changea de nouveau pour devenir 1er fusilier Gurkha (le régiment Malaun). Ce titre fut adopté pour commémorer la mémoire de Malaun (en) pour le régiment. C'est là que les Britanniques avaient remporté une victoire décisive face aux Gurkhas en 1815 pendant la guerre anglo-gurka et qu'il avait été décidé de recruter le bataillon de Nusseree.
Le régiment était en garnison près de Dharamsala lorsque le tremblement de terre de 1905 à Kangra frappa, le 4 avril, tuant 20 000 personnes. Le 1er Gurkhas lui-même perdit 60 hommes[réf. nécessaire].
En 1906, son titre changea de nouveau pour devenir 1er Prince of Wales's Own Gurkha Rifles (The Malaun Regiment) en l'honneur de George, Prince de Galles (devenu plus tard le roi George V) qui devint également colonel en chef du régiment cette année-là. En 1910, le roi George V monta sur le trône et, par conséquent, le titre du régiment fut changé pour le 1er Régiment Gurkha de fusiliers du roi George (The Malaun Regiment), maintenant ainsi les liens du régiment avec le roi George.

### Première Guerre mondiale
En août 1914, la Première Guerre mondiale commence. En décembre, le 1er bataillon est déployé sur le front occidental en France au sein de la Brigade d'infanterie indienne Sirhind, rattachée à la 3e division (Lahore) (en). Le 1er Bataillon découvre la guerre des tranchées lors de la défense de Givenchy peu de temps après. Après avoir bravé un hiver dans les tranchées, le 10 mars 1915, le 1er bataillon participe à la bataille de la Chapelle Neuve qui dure jusqu'au 13 mars. En avril, le bataillon participe à la deuxième bataille d'Ypres, participant aux combats de Saint-Julien qui commencèrent le 24 avril et se terminèrent le 4 mai. Plus tard ce mois-là, le bataillon prend part à la bataille de Festubert et, en septembre, à la bataille de Loos. C'est le dernier engagement majeur sur le front occidental auquel le 1er bataillon[réf. nécessaire].
Le front occidental était un environnement très différent de ce à quoi le régiment avait été habitué dans le sous-continent indien. Comme beaucoup de troupes de l'armée indienne, les Gurkhas ont beaucoup souffert des mois d'hiver. En conséquence, en décembre 1915, il fut décidé que les unités d'infanterie du Corps indien (en) seraient retirées de France et envoyées vers d'autres théâtres. Le 1er bataillon, avec le reste de la 3e division, fut donc envoyé en Mésopotamie pour participer à la campagne contre les Ottomans qui avait commencé en 1914[réf. nécessaire]. La Brigade Sirhind reçut alors une désignation numérique, celle de 8e Brigade. En 1916, le 1er Gurkhas participe à plusieurs attaques, dont l'attaque de Dujaila Redoubt en mars, pour libérer Kut-al-Amara, assiégée par les Ottomans depuis le 7 décembre 1915. Ces tentatives échouèrent et Kut finit par se rendre aux Ottomans le 29 avril 1916.
Ensuite, le régiment prit part à l'offensive alliée contre les Ottomans au cours de l'année. Cela passa par la reconquête de Kut, qui eut lieu entre décembre et février 1917 ainsi que de la capitale, Bagdad, qui fut reprise le mois suivant. Le 1er Bataillon fut ensuite déplacé en Palestine au début de 1918. Il fut impliqué dans l'offensive alliée contre les Ottomans en septembre, la bataille de Megiddo, et combattit également à Sharon (en)[réf. nécessaire].
Le 2e Bataillon quant à lui, servait alors à la frontière nord-ouest (en) de l'Inde, obtenant ainsi l'honneur de bataille «Frontière nord-ouest 1915-1917». En 1917, un 3e bataillon fut levé pour le service interne en Inde.
Pendant la période où ils servirent sur le front occidental en France, les hommes du 1er Gurkhas durent affronter des conditions bien différentes de celles auxquelles ils étaient habitués, mais ils s'en acquittèrent de manière fort honorable. Ils se distinguèrent sur de nombreux champs de bataille, prouvant ainsi une fois de plus leur bravoure. La guerre prit officiellement fin le 11 novembre 1918 avec la signature de l'Armistice. Le régiment avait remporté 11 honneurs de bataille et 4 honneurs de théâtre au cours du conflit.

### Années d'entre-deux guerres
En 1919, les 1er et 2e bataillons furent engagés au cours de la brève troisième guerre d'Afghanistan pour laquelle ils obtinrent le titre de théâtre "Afghanistan 1919". En 1921, le 3e bataillon est dissous. Après cela, le régiment participa à un certain nombre de campagnes sur la frontière nord-ouest, servant principalement au Waziristan.
En 1937, le nom du régiment fut légèrement modifié lorsqu'il est devenu le 1er Régiment Gurkhas de fusiliers Gurkha du roi George V (The Malaun Regiment). Le seul changement étant l'ajout d'un V.

### Deuxième Guerre mondiale

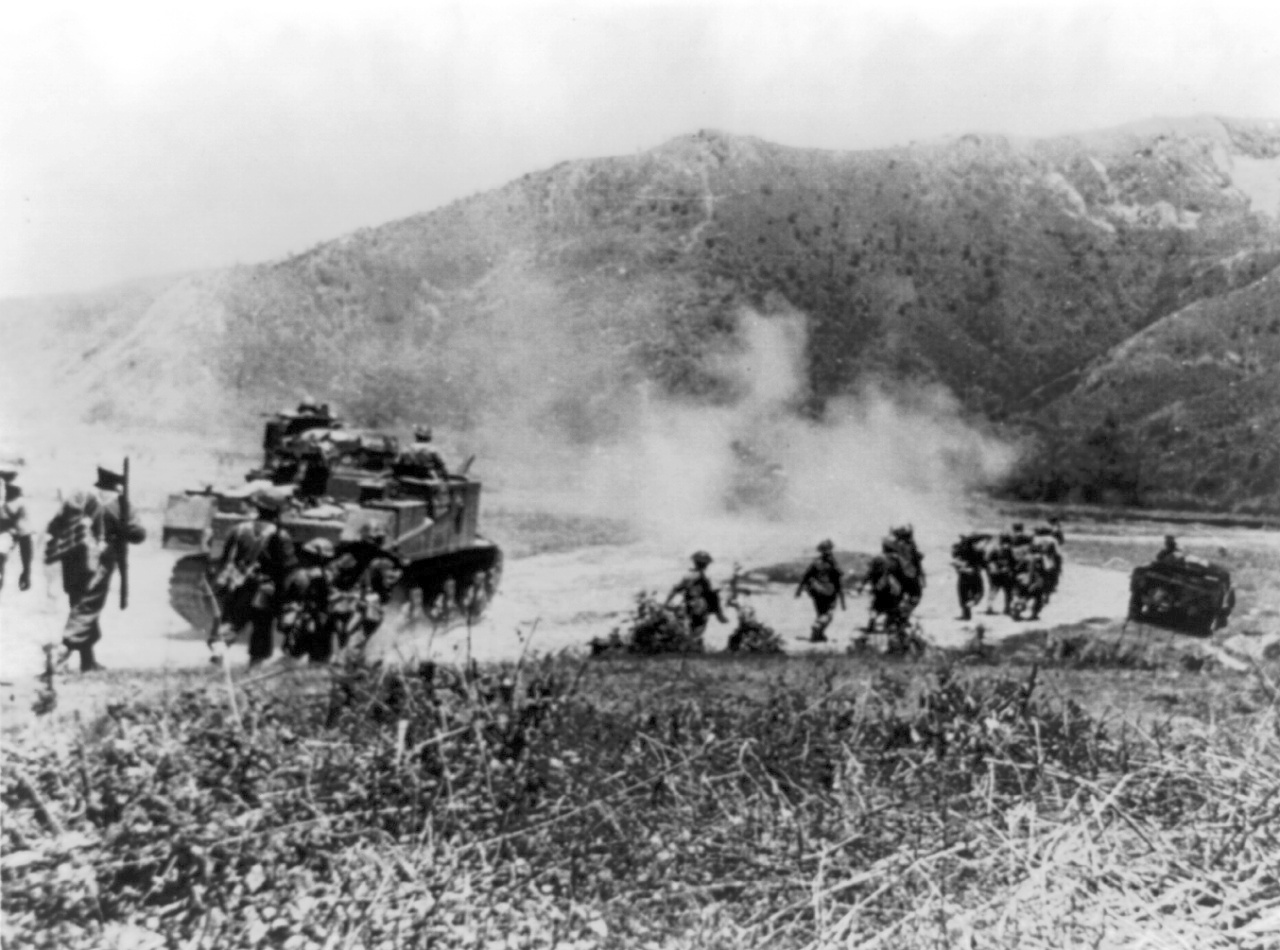
Gurkhas avançant avec des chars M3 Lee/Grant sur la route Imphal – Kohima, mars-juillet 1944

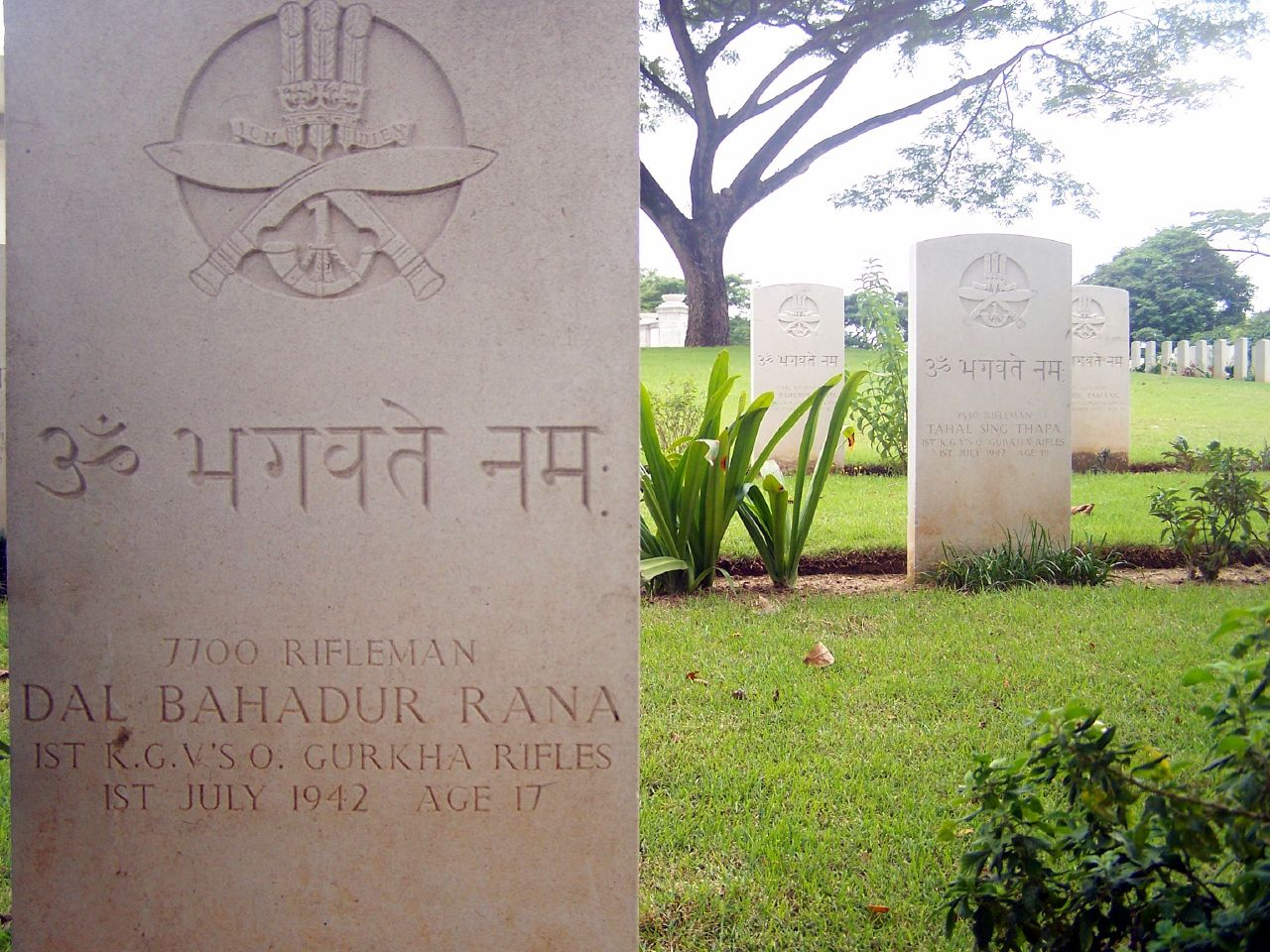
Tombes de Gurkha dans un cimetière militaire, Singapour

En septembre 1939, la Seconde Guerre mondiale commença entre le Royaume-Uni et ses alliés contre l'Allemagne. En décembre 1941, les Japonais entrent en guerre lorsqu'ils lancent une attaque surprise sur Pearl Harbor et lancent un certain nombre d'invasions rapides des territoires britanniques et d'autres pays en Asie. Au cours de la guerre, le régiment a levé trois autres bataillons, le 3e en 1940, le 4e en 1941 et le 5e en 1942,. Le régiment participa à de nombreuses opérations, principalement en Malaisie et en Birmanie.
Le régiment participa à des combats féroces lors de l'invasion japonaise de la Malaisie. Le 2e bataillon, qui faisait alors partie de la 28e brigade (en), connu de violents combats à Jitra où il fut contraint de battre en retraite à la hâte après avoir pris part à la résistance initiale sur l'Asun et avoir été isolé et confronté à des forces japonaises écrasantes incluant des blindés. Quelques semaines plus tard, le 2e Bataillon combattit à Kampar où il réussit à repousser une force supérieure en nombre. Il fut de nouveau engagé, mais subit de lourdes pertes lors de l'engagement de Slim River Bridge le 7 janvier[réf. nécessaire]. Les Alliés se retirèrent de la Malaisie vers Singapour, en janvier 1942. Les Japonais poursuivre par l'invasion de la cité-état. Singapour, autrefois perçue comme imprenable, tombe le 15 février 1942 avec 130 000 soldats britanniques, australiens et de l'Empire, dont des hommes du 2e bataillon faits prisonniers par les Japonais.
En Birmanie, une situation similaire s'est produite. Les Alliés ayant subi des attaques intenses de la part des Japonais qui avaient commencé leur offensive en décembre, durent effectuer une retraite en Inde entre février et mai 1942. Plus tard, les bataillons du régiment participèrent de nouveau à de violents combats en 1944 lors de la campagne d'Arakan et pendant l'offensive japonaise contre le nord-est de l'Inde où deux batailles importantes, Kohima et Imphal, eurent lieu de mars à juin 1944. Imphal fut assiégé par les Japonais jusqu'à ce que les Alliés remportent une victoire décisive à Kohima en juin et que les Japonais se retirent de Birmanie. Le régiment a ensuite participé à l'offensive alliée réussie en Birmanie et le 3 mai 1945, la capitale birmane Rangoon fut libérée par les forces britanniques. Il y avait encore des forces japonaises présentes en Birmanie, mais la lutte contre les Japonais était désormais ostensiblement une opération de nettoyage.
La guerre prit fin avec la capitulation officielle du Japon le 2 septembre 1945 sur le pont de l'USS Missouri dans la baie de Tokyo. Les Alliés ont remporté la victoire après presque six ans de combats. En Indochine française, le même jour, le Viet Minh, dirigé par Ho Chi Minh, déclara son indépendance de la France en tant que République démocratique du Vietnam. Peu de temps après, les Britanniques commencèrent à envoyer des unités de la 20e division d'infanterie indienne, dont faisaient partie les 1er et 3e bataillons, pour occuper le sud du pays tandis que les nationalistes chinois occupaient le nord. Le déploiement fut achevé en octobre[réf. nécessaire]. La force était destinée à désarmer les troupes japonaises et aider à leur rapatriement au Japon. Cependant, cette force s'est rapidement impliquée dans la lutte contre le Viet Minh et a rapidement aidé à rétablir le contrôle français sur le pays. Les Britanniques ont été, en raison d'un manque de troupes, ironiquement forcés d'opérer au côté des forces japonaises en Indochine afin de maintenir la paix. Les opérations contre le Viet Minh devinrent progressivement plus intenses et après l'arrivée d'importants renforts français, les forces britanniques et indiennes partirent en mai 1946, et la première guerre d'Indochine commencerait peu de temps après.[réf. nécessaire]
À partir de septembre 1945, la 7e division d'infanterie indienne, dont faisait partie le 4e bataillon, fut déployée au Siam (aujourd'hui la Thaïlande) dans le cadre d'une force d'occupation envoyée pour désarmer les nombreuses troupes japonaises présentes. Le bataillon déménagea ensuite en Malaisie en 1946, puis en Inde.
En 1946, le 2e Bataillon, fait prisonnier en Malaisie en 1942, fut reconstitué à partir du personnel du 3e Bataillon, démobilisé en même temps que les 4e et 5e bataillons.

### Après l'indépendance
En 1947, un accord, connu sous le nom d'Accord tripartite entre l'Inde, le Népal et le Royaume-Uni, fut négocié afin de définir le sort des Gurkhas lors de la formalisation de l'indépendance de l'Inde. À la suite de cet accord, il fut décidé que quatre des régiments Gurkha seraient transférés à l'armée britannique, tandis que six (dont le 1er Gurkhas) seraient intégrés à l'armée indienne nouvellement indépendante.
Bien que l'Inde ait accédé à l'indépendance, le régiment conserva sa désignation jusqu'en 1950, date à laquelle il fut renommé 1er Régiment de fusiliers Gorkhas (The Malaun Regiment), adoptant également l'orthographe indienne de Gorkha, après la transition de l'Inde vers une république.
Au fil du temps, les bataillons recrutés pour la guerre et dissous à l'issue furent re-créés, de sorte qu'en 1965, le régiment en comptait à nouveau cinq,.
En 1961, le capitaine Gurbachan Singh Salaria reçu le Param Vir Chakra (PVC) à titre posthume, la plus haute distinction militaire de l'Inde, pour ses actions au Congo lorsque le 3e Bataillon, dont il faisait partie, y fut engagé sous mandat des Nations unies.

## Noms et unité
- 1850 66th Goorkha Regiment of Bengal Native Infantry (en)
- 1861 1st Goorkha
- 1886 1st Goorkha Light Infantry
- 1891 1st Gurkha (Rifles)
- 1901 1st Gurkha Rifles
- 1903 1st Gurkha Rifles (The Malaun Regiment)
- 1906 1st Prince of Wales's Own Gurkha Rifles (The Malaun Regiment)
- 1910 1st King George Gurkha Rifles (The Malaun Regiment)
- 1937 1st King George V Gurkha Rifles (The Malaun Regiment)
- 1950 1st Gorkha Rifles (The Malaun Regiment)

### Unités
- 1er bataillon
- 2e bataillon
- 3e bataillon (Param Vir Chakra Paltan)
- 4e bataillon en premier
- 5e bataillon[19]
- 6e bataillon

#### 6ebataillon
Le 1er avril 2015, un nouveau bataillon comptant environ 700 hommes fut levé sous le nom de 6th Battalion First Gorkha Rifles. Il s'agit du premier bataillon Gorkha à avoir vu le jour en 50 ans. Le nouveau bataillon (6/1GR), baptisé "Kanchi Paltan", fut levé à Sabathu sur les contreforts de Shivalik près de Shimla, qui abrite le centre d'entraînement des Gorkhas no 1/4. Il s'agit du premier bataillon Gorkha de recrutement local. Le ratio entre les Gurkhas népalais et les Gurkhas résidents indiens dans les sept régiments Gurkha de l'armée était généralement d'environ 70/30. L'annonce de la levée de ce bataillon fut faite par le lieutenant-général Ravi Thodge, qui commandait alors le régiment en octobre 2015 lors des grandes célébrations de la réunion du bicentenaire du régiment[réf. nécessaire].

## Batailles célèbres
- Bharatpur, Aliwal, Sobraon, Afghanistan 1878-1880, Tirah, frontière du Punjab ;
- Première Guerre mondiale : Givenchy 1914, Neuve Chapelle, Ypres 1915, Saint-Julien, Festubert 1915, Loos, France et Flandre 1914–15, Megiddo, Sharon, Palestine 1918, Tigre 1916, Kut al Amara 1917, Bagdad, Mésopotamie 1916–18 ;
- NW Frontier India 1915–17, Afghanistan 1919 ;
- Seconde Guerre mondiale : Jitra, Kampar, Malaisie 1941–42, Shenam Pass, Bishenpur, Ukhrul, Myinmu Bridgehead, Kyaukse 1945, Birmanie 1942–45 ;
- Après l'indépendance : Kalidhar, Jammu-et-Cachemire 1965, Darsana, Jammu-et-Cachemire 1971, Pakistan oriental 1971[8].

## Décorations
Pré-indépendance
- Croix de Victoria
  - John Adam Tytler
  - George Nicolas Channer

Après l'indépendance
- Param Vir Chakra
  - Gurbachan Singh Salaria
- Kirti Chakra
  - Havaldar Prem Bahadur Reshmi Magar (à titre posthume)
- Shaurya Chakra
  - Fusilier Tej Bahadur Gurung

## voir aussi
- 3e régiment de fusiliers gorkhas (armée indienne)
- 4e Régiment de fusiliers Gorkhas (armée indienne)
- 5e régiment de fusiliers gorkhas (armée indienne)
- 8e régiment de fusiliers gorkhas (armée indienne)
- 9e régiment de fusiliers gorkhas (armée indienne)
- 11e régiment de fusiliers gorkhas (armée indienne)
- Kukhri